# Centralni venski kateter
Centralni venski kateter (skraćeno CVK) je intravenska linija koja najčešće služi za ordiniranje tečnosti, lekova, uzimanje krvi za analize i merenje centralnog venskog pritiska. Plasiranje centralnih venskih katetera danas je svakodnevica u radu anesteziologa. Prilikom njihovog plasiranja moraju se poštovati principi asepse, a eventualne komplikacije kanulacija centralnih vena moraju se brzo zbrinuti. Kateteri širokog lumena omogućavaju rad uređajima za brzu primenu tečnosti.

## Indikacije
Indikacije za primenu centralnog venskog katetera vremenom su postale sve brojnije, tako da se danas on plasira kada je:
- otežan ili nemoguć pristup venama na rukama,
- potrebna administracija nekih lekova ili nutrijenata koji ne mogu da se administriraju kroz manje vene na rukama (vazoaktivni ili lekovi koji iritiraju zid vene),
- u toku operacija moguć veliki gubitak krvi,
- bolesnik politraumatizovani,
- bolesnik hemodinamski nestabilan,
- bolesnik kritično oboleo i leži u jedinicama intenzivnog lečenja,
- neophodna neka neurohirurška operacija (npr zadnje lobanjske jame),
- plasiranje centralnog venskog katetera standardna procedura kod bolesnika u kardiovaskularnoj i torakalnoj hirurgiji.
- kroz CVK širokog lumena moguća brza nadoknada volumena i korišćenje specijalnih uređaja za brzu nadoknadu volumena.
- kroz kateter neophodno da se uz pomoć posebni setovi za punkciju centralne vene, plasira sonda za privremeni pejsmejker,
- preko specijalnih katetera širokog lumena moguće da se izvede hemodijaliza ili plazmafereza.[2]

## Kontraindikacije
| Kontraindikacije           | Opis |
| -------------------------- | --- |
| Apsolutna kontraindikacija | - Za plasiranje CVK u jugularnu i potključnu venu je sindrom gornje šuplje vene.                                                 |
| Relativne kontraindikacije | - Koagulopatije zbog mogućeg razvoja hematoma i krvavljenja, - Skorašnja implantacija pejsmejkera ili unutrašnjeg defibrilatora. |

Preporučuje se da period između ugradnje pejsmejkera ili defibrilatora i plasiranja CVK treba da bude najmanje 4-6 nedelja kako ne bi došlo do dislokacije elektroda ovih uređaja.

## Umetanje CVK

### Mesta za umetanje CVK
Centralno uveden kateter
Centralni venski kateter se uvodi u neku veliku venu, npr.:
- Unutrašnju vratnu venu (v. jugularis interna) — tako da se vrh uvedenog katetera nalazi u blizini desne pretkomore (u gornjoj šupljoj veni)
- Potključnu venu (v. subclavia) — tako da se vrh uvedenog katetera nalazi u blizini desne srčane pretkomore (u gornjoj šupljoj veni)
- Butnu venu (v.femoralis) — tako da se vrh uvedenog katetera nalazi u u ilijačnoj veni (ako se kateter plasira preko butne vene).

Periferno uveden centralni kateter
Kod nekih bolesnika CVK može biti umetnut kroz vene kubitalne (lakatne) regije odakle se dalje uvodi u potključnu venu (v. subclavia). Ova vrsta katetera se naziva periferno uveden centralni
kateter (akronim PICC – peripherally inserted central catheter).

### Izbor mesta
Definitivan izbor mesta umetanja katetera zavisi od kliničke prezentacije i u svakom pojedinom slučaju je individualan:

### Prethodni postupci
Pre umetanja CVK, vrši se procena odgovarajućih laboratorijskih rezultata i indikacija za postavljanje katetera, kako bi se minimizirali rizici i komplikacije postupka.

Kako u centralnim venama iznad nivoa srca vlada negativni pritisak, u uspravnom i sedećem položaju vene su kolabirane pa je prilikom punkcije jugularne ili potključne vene potrebno da se bolesnik postavi u horizontalni ili u Trendelenburgov položaj kako bi se vene napunile krvlju i olakšala njihova punkcija. 
 Treba voditi računa da teški srčani bolesnici kao i gojazne osobe teško podnose Trendelenburgov položaj kada se CVK plasira dok su budni, pa je njima neophodno dodavanje kiseonika preko nazalnog katetera.
Zatim se očisti područje kože preko planiranog mjesta umetanja. Po potrebi se primenjuje lokalni anestetik.
Lokacija vene prepoznaje se slepom metodom prema orijentacionim tačkama ili upotrebom malog ultrazvučnog uređaja (kada je identifikacija vene olakšana, a procenat uspešnosti punkcije značajno veći). 

### Umetanje katetera
Šuplja igla se provlači kroz kožu sve dok se ne pojavi krv. Boja krvi i brzina njenog protoka pomažu da se razlikuje od arterijske krvi (što sugeriše da je arterija slučajno probijena).
Venska linija se zatim ubacuje Seldingerovom tehnikom: tupim vodičem koji prolazi kroz iglu, po obavljenoj identifikacije lumena vene, a zatim se igla uklanja, a dilatator se navlači
preko žičanog vodiča kako bi se izdilatirala koža i potkožno tkivo i olakšao prolaz katetera koji se zatim preko žičanog vodiča uvodi po uklanjanju dilatatora. Zatim se izvlači žičani vodič
iz katetera i vrši aspiracija svih lumena CVK i njihovo ispiranje fiziološkim rastvorom (3-5 ml),
zatvaranje sterilnim kapama i fiksiranje CVK za kožu.
Nakon toga može se obaviti rendgen grudnog koša kako bi se potvrdilo da je linija umetnuta unutar gornje šuplje vene i da nehotice nije izazvan pneumotoraks. Na anteroposteriornom rendgenu ako je vrh katetera između 55 i 29 mm ispod nivoa karine smatra se prihvatljivim postavljanjem.
Može se prim,eniti i elektromagnetno praćenje za verifikaciju postavljenog vrha katetera, što daje smernica tokom umetanja, i isključuje potrebu za rendgenom nakon toga.

## Komplikacije nakon umetanja CVK
Umetanje CVK prate i određeni rizici, kao i mogućnost nastanka komplikacija. Međutim koristi koja se očekuje od njihove upotrebe nadmašuju rizik od komplikacija, među kojima su najznačajnije:
- Infekcija.[13]
- Krvavljenje.[14][15]
- Tromboza i koagulopatija.[16][17]
- Poremećaji srčanog ritma.[18]
- Srčani blok.[19]
- Povreda vene ili limfnog duktusa u blizini vene
- Inflamacija vene.[20]
- Pneumotoraks
- Hematotoraks.[14][21]
- Vazdušna embolija
- Oštećenje nerava
- Perforacija desne pretkomore ili komore
- Nenamerno plasiranje katetera u arteriju

Incidenca komplikacija (hematotoraks, pneumotoraks) je veća prilikom plasiranja CVK u potključnu venu u odnosu na plasiranje katetera u unutrašnju jugularnu venu.

## Napomene
1. ↑  U Severnoj Americi i Evropi, upotreba ultrazvuka predstavlja zlatni standard za umetanje centralnog venskog katetera, umesto klasičnog pristupa zasnovanog na obučenosti terapeuta. Nedavni dokazi pokazuju da ultrazvučno navođenje za kateterizaciju subklavijalnih vena značajno dovodi do smanjenja komplikacija i neželjenog događaja.

## Literatura
- Kowalewska-Grochowska K, Richards R, Moysa GL, Lam K, Costerton JW, King EG (1991). „Guidewire catheter change in central venous catheter biofilm formation in a burn population”. Chest. 100 (4): 1090—5. PMID 1914563. doi:10.1378/chest.100.4.1090..
- Cobb, K.; High, P.; Sawyer, G.;  . (1992). „A controlled trial of scheduled replacement of central venous and pulmonaryartery catheters”. New England Journal of Medicine. 327 (15): 1062—8. PMID 1522842. doi:10.1056/NEJM199210083271505..
- Comunale E. M (2003). „A laboratory evaluation of the Level 1 Rapid Infuser (H1025) and the Belmont Instrument Fluid Management System (FMS 2000) for rapid transfusion”. Anesth Analg. 97 (4): 1064—9. PMID 14500158. doi:10.1213/01.ANE.0000077078.53242.29..
- Barcelona, S.; Vilich, F.; Cote, C. (2003). „A comparison of flow rates and warming capabilities of the Level 1 and Rapid Infusion System with various-size intravenous catheters”. Anesth Analg. 97 (2): 358—63. PMID 12873917. doi:10.1213/01.ANE.0000070235.67887.5C..

## Spoljašnje veze
- Central Venous Catheter Placement & Pulmonary Artery Catheter - Vìdeo Dailymotion (језик: енглески)
- Central venous line care, comparison, indications, complications and uses (језик: енглески)

|  | Molimo Vas, obratite pažnju na važno upozorenje u vezi sa temama iz oblasti medicine (zdravlja). |